# مؤيد نور الدين
مؤيد نور الدين عراقي المولد وكندي الجنسية، هو جيولوجي حقّقَ شهرة عالمية بعدما تمّ سجنهُ في ظروف مماثلة لتلكَ التي سُجنَ فيها ماهر عرار في سوريا. تعرض مؤيد للضرب والتعذيب والتحقيق معه حول علاقته بالمدرسة الإسلامية في تورونتو.

## الحياة
وصلَ نور الدين في عام 1996 إلى كندا كمهاجر. هناك عملَ مع باقي المهاجرين ونشط بشكل واضح في مختلف القطاعات. اقترب نور الدين من جهاز المخابرات الكندي في عام 2000 حيث أجرى معهم مقابلة سرية المضمون.
بحلول 16 سبتمبر من عام 2003؛ استقلَّ نور الدين طائرته في مطار بيرسون الدولي نحو أمستردام حيث كان يعزمُ على السفر من هناك إلى العراق لزيارة العائلة. تم استجوابه من قبل زوج من مسؤولي المخابرات الكندية لمدة 45 دقيقة قبل المغادرة كما حاولوا استفساره عن المبالغ المالية التي كان يحملها معه وعمّا إذا كان يعرف علي هندي أو حسن فرحات. طار إلى أمستردام ومن ثم إلى العراق دون وقوع حوادث.

## الاعتقال والسجن
في 11 ديسمبر عام 2003؛ غادر نور الدين العراق نحو العاصمة دمشق في سوريا كما حجزَ في الوقت ذاته رحلة إلى تورونتو. اعتُقلَ على الحدود وتمّ تسليمه إلى المخابرات العسكرية السورية. تعرّض للتعذيب والضرب بالكابلات كما طُرحت عليه نفس الأسئلة التي سألتها مخابرات كندا في تورونتو.
في 13 يناير 2004 وبعد أكثر من شهرٍ على الاعتقال؛ التقى نور الدين السيّد ليو مارتيل المسؤول عن القنصلية الكندية في سوريا والذي كان ينتظره في مكاتب عامة تابعة لمخابرات سوريا. التقى نور الدين كذلكَ السفير الكندي وحلّق الثنائي جوا في اتجاه بيت غير معروف وذلك بإيعازٍ من مارتيل. شكّكَ هذا الأخير في نور الدين وفيما حصلَ له في السّجن.

## التحقيق
بحلول عام 2006؛ بدأت الحكومة الكندية في تحقيق مستقل لتحديد الوقائع التي أدت إلى احتجاز مؤيد في سوريا. اعتبارا من 9 كانون الثاني/يناير 2008 واصلت لجنة التحقيق سماع الحجج حول المسائل الإجرائية و«معايير السلوك» وذلكَ قبل بدء جلسات الاستماع في المسائل الموضوعية التي تهم التحقيق والمشاركين.
أولت اللجنة الاهتمام إلى حقيقة أن عرار كان قد عاد إلى كندا وندّدَ بالمشاركة الكندية في السجون السورية؛ قبل أن يتم القبض على مؤيد ثم أُرسل تحت ظروف مماثلة لمواجهة نفس المحققين السوريين. صوّت مجلس النواب يوم 18 يونيو/حزيران 2009 لصالح اعتذار رسمي من رئيس الوزراء الكندي لمؤيد نور الدين وكذا تعويضات مالية أخرى للتعويض عن الضرر الذي لحقَ به.